# Trimeresurus stejnegeri
Trimeresurus stejnegeri — ядовитая змея подсемейства ямкоголовых семейства гадюковых. Обитает в Юго-Восточной Азии. В настоящее время выделяют два подвида, в том числе номинальный подвид, описанный здесь
.

## Этимология
Видовое название stejnegeri дано в честь Леонарда Штейнегера, родившегося в Норвегии американского герпетолога, проработавшего в Смитсоновском институте более 60 лет.

## Описание
Trimeresurus stejnegeri достигает максимальной общей длины 75 сантиметров, включая длину хвоста 14,5 сантиметров. Гемипенисы самцов короткие и оснащенные шипами за пределами бифуркации.
Спинные чешуйки расположены в 21 продольный ряд в середине тела. Есть 9-11 чешуек на верхней губе, которые отделены от носовых чешуек отчетливым швом. Надглазничные чешуйки отдельные, узкие и иногда рассечены поперечным швом. Между надглазничными чешуйками находится ряд из 11-16 чешуек. На брюхе 150—174 чешуек, а на нижней стороне хвоста их 54-77. Все чешуи на нижней стороне хвоста парные.
Окрас верхней стороны тела от ярко-зеленого до темно-зеленого, а нижней — от бледно-зеленого до беловатого. Спинная и брюшная окраски разделены яркой двухцветной оранжевой или коричневой (внизу) и белой (сверху) (у самца) или только двухцветной или только белой (у самки) вентролатеральной полосой.

## Распространение
Trimeresurus stejnegeri встречается в Ассаме (Индия) и Непале через Бирму, Таиланде, Лаосе, Китае (Гуанси, Гуандун, Хайнань, Фуцзянь, Чжэцзян, Юньнань) и Тайване. Leviton et al. (2003) также упоминают Вьетнам.

## Ядовитость
Этот вид обладает сильным гемотоксическим ядом. Рана обычно кажется чрезвычайно болезненной, как если бы ее прижгли горячим утюгом, и боль не проходит через 24 часа после укуса. В течение нескольких минут после укуса окружающая плоть отмирает и становится черной, выделяя колотые раны. Участок раны быстро набухает, а кожа и мышцы становятся черными из-за некроза. Размер некротической области зависит от количества введенного яда и глубины укуса.

## Подвиды
Т. s. stejnegeri Schmidt, 1925 — Китай (на востоке провинции Сычуань, Гуйчжоу, Хубэй, Аньхой, Цзянсу, Чжэцзян, Цзянси, Хунань, Фуцзянь, Ганьсу, Гуандун и Гуанси), Тайвань и Вьетнам.
Т. s. chenbihuii Zhao, 1997 — Китай, остров Хайнань: на горе Diaoluo на высоте 225—290 м (уезд Линшуй) и на горе Учжи на высоте 500 м (уезд Цюнчжун).